# Ziemiozorek ciemnopurpurowy
Ziemiozorek ciemnopurpurowy, maczugowiec czarnoczerwonawy (Geoglossum atropurpureum (Batsch) Pers.) – gatunek grzybów z monotypowej rodziny Geoglossaceae.

## Systematyka i nazewnictwo
Pozycja w klasyfikacji według Index Fungorum: Geoglossum, Geoglossaceae, Geoglossales, Incertae sedis, Geoglossomycetes, Pezizomycotina, Ascomycota, Fungi.
Po raz pierwszy opisał go w 1783 r. August Johann Georg Karl Batsch, nadając mu nazwę Clavaria atropurpurea. Obecną nazwę nadał mu Christiaan Hendrik Persoon w 1796 r.
Ma 9 synonimów. Niektóre z nich:
- Corynetes atropurpureus (Batsch) E.J. Durand 1908
- Microglossum atropurpureum (Batsch) P. Karst. 1885
- Thuemenidium atropurpureum (Batsch) Kuntze 1891[2].

M.A. Chmiel w 2006 r. podaje polską nazwę maczugowiec czarnoczerwonawy dla synonimu Thuemenidium atropurpureum. Ta nazwa jest niespójna z aktualną nazwą naukową. Komisja ds. Polskiego Nazewnictwa Grzybów zarekomendowała dla rodzaju Geoglossum nazwę ziemiozorek, a w internetowym atlasie grzybów gatunek ten ma spójną z nazwą naukową nazwę ziemiozorek ciemnopurpurowy.

## Morfologia
Owocniki smukłe, purpurowoczarne, o wysokości do 9 cm. Worki 100–120 × 10–12 μm, zarodniki szkliste, 20–35 × 5–6 μm z 2–9 przegrodami, parafizy długie, proste, czasem z nabrzmiałymi końcami. Według niektórych autorów parafizy zawierają ciemnobrązową substancję, a według innych są szkliste, ale osadzone w amorficznej, ciemnobrązowej materii.

## Występowanie i siedlisko
Znane jest występowanie Geoglossum atropurpureum w Ameryce Północnej, Europie i Azji. Najwięcej stanowisk podano w Europie. M.A. Chmiel w 2006 r. przytacza 4 stanowiska w Polsce. Znajduje się na Czerwonej liście roślin i grzybów Polski. Ma status R – gatunek rzadki, który zapewne w najbliższej przyszłości przesunie się do kategorii zagrożonych wymarciem, jeśli nadal będą działać czynniki zagrożenia.
Grzyb naziemny rosnący w bogatych mykologicznie, ale ubogich w składniki odżywcze półnaturalnych murawach, często na glebach wapiennych. Występuje także w różnego typu lasach. Strategia pokarmowa nie jest znana, ale może tworzyć jakiś rodzaj biotrofii lub mykoryzy.